# Urtica glomeruliflora
Urtica glomeruliflora là loài thực vật có hoa trong họ Tầm ma. Loài này được Steud. miêu tả khoa học đầu tiên năm 1850.